# Palazzo della Commenda del Santo Sepolcro
Il Palazzo della Commenda del Santo Sepolcro, detto anche palazzo dei Templari, è un edificio storico del centro di Firenze, situato tra il ponte Vecchio 2 e Borgo San Jacopo nei numeri pari dal 2 al 16 rosso.

## Storia

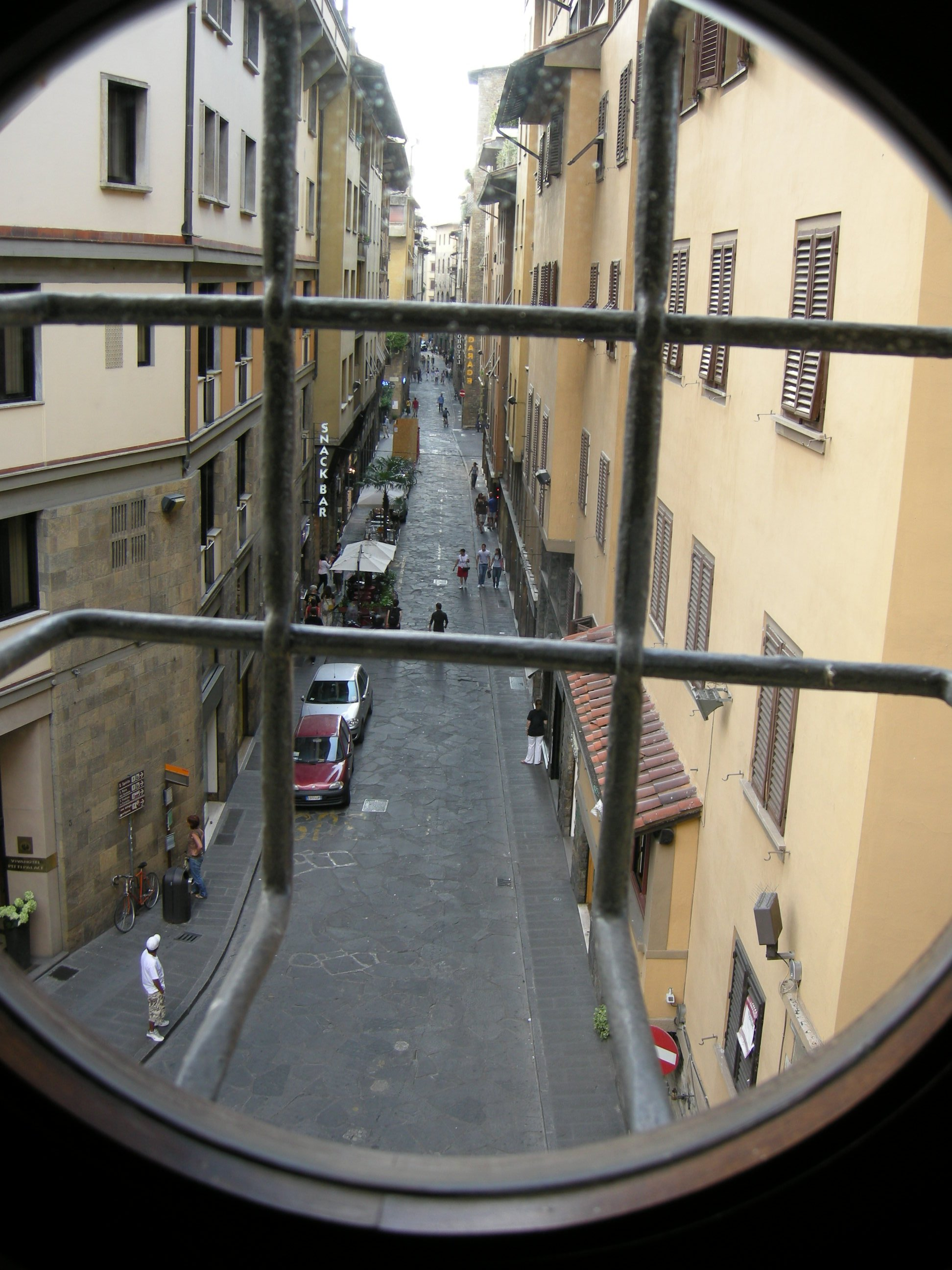
A destra il palazzo della Commenda visto da un oblò del corridoio Vasariano

L'edificio ha conosciuto tra Ottocento e primo Novecento una certa notorietà: qui sarebbe esistito uno spedale fin dal secolo X, donato nel 1068 ai monaci di San Miniato al Monte, quindi diventato commenda dei cavalieri Templari e dal 1299 noto come oratorio del Santo Sepolcro. I cavalieri eressero accanto allo spedale un più vasto edificio che si chiamò Magione del Santo Sepolcro.
Soppressi i Templari nel 1311, il possesso passò nel 1313 ai cavalieri di Malta (commenda del Santo Sepolcro o di San Giovanni Battista), che ampliarono ulteriormente l'edificio lungo borgo San Jacopo e la cui importanza in ambito cittadino è testimoniata dalle molte proprietà acquisite e in parte ancora contrassegnate dalla croce di Malta lungo le attuali via Romana e via de' Serragli. A incentivare l'interesse ottocentesco per il luogo sarebbero stati tuttavia due avvenimenti che avrebbero visto come scenario l'abitazione: il primo quello della pace qui trattata e conclusa nel 1419 tra il pontefice Martino V e Fortebraccio signore di Perugia; il secondo, per il tempo ben più rimarchevole, relativo al soggiorno di Ludovico Ariosto, qui ospitato da Niccolò Vespucci rettore della Commenda nel 1513 in occasione dei festeggiamenti per l'esaltazione al soglio pontificio di Leone X de' Medici, e qui preso "di ardentissimo amore" per la bella Alessandra Benucci, da poco vedova di Tito Strozzi.
Nel 1746-1749, in una stanza della Commenda, fu inoltre allestito il singolare "Gabinetto degli Arlecchini", composto da una ventina di tele umoristiche su Arlecchino dipinte da Giovan Domenico Ferretti per Orazio Sansedoni, direttore generale dei boschi in Toscana e consigliere delle finanze del granduca Francesco Stefano di Lorena che qui aveva la sua abitazione. Vi si trovavano anche opere a tema di Gaspare Lopez, Francesco Gambacciani e della pittrice Violante Siries.
Ridotto dunque a "comoda abitazione", il palazzo sarebbe poi passato in mano a privati e, nella prima metà dell'Ottocento, ai signori Caruana Zemmit, e ristrutturato "con non troppo gusto".

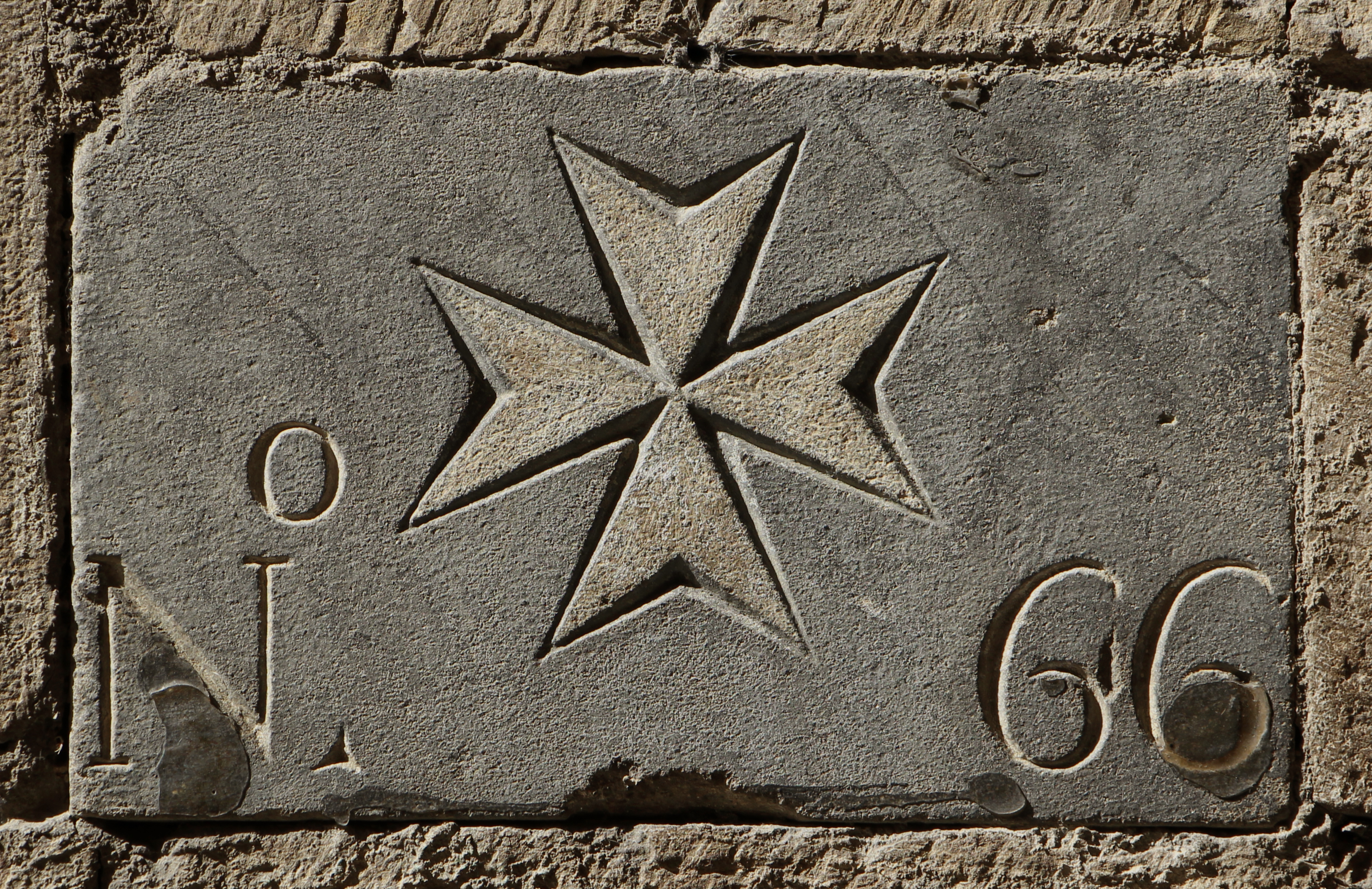
Pietrino della Commenda del Santo Sepolcro

In questo periodo (1818-1872) la casa fu abitata dall'eccentrico pittore, bibliofilo e collezionista d'arte inglese Seymour Stocker Kirkup, che qui raccolse molte e rare memorie riferibili a Dante Alighieri e a Giovanni Boccaccio.
Gian Luigi Maffei ha pubblicato una ricca documentazione sull'edificio, consistente in piante e alzati ricchi di dettagli, in più versioni, a coprire un arco di tempo dalla fine del Seicento al 1759-1760 e quindi al 1792-1793 (disegni datati al 1865 e fotografie degli anni precedenti il 1944 sono poi presso l'Archivio disegni del Comune di Firenze).
In tutti i casi bene si individua in questo materiale come la proprietà fosse costituita da due edifici sul borgo, ciascuno formato da cellule quadrate con un prospetto a due fornici al piano terra e due finestre; sull'angolo tra il borgo e il ponte erano invece case e botteghe ottenute dall'ampio volume di una chiesetta che era leggibile sul prospetto.
La fabbrica venne distrutta nell'agosto del 1944 dall'esplosione delle mine poste dalle truppe tedesche in ritirata per chiudere l'accesso al ponte Vecchio.

## Descrizione

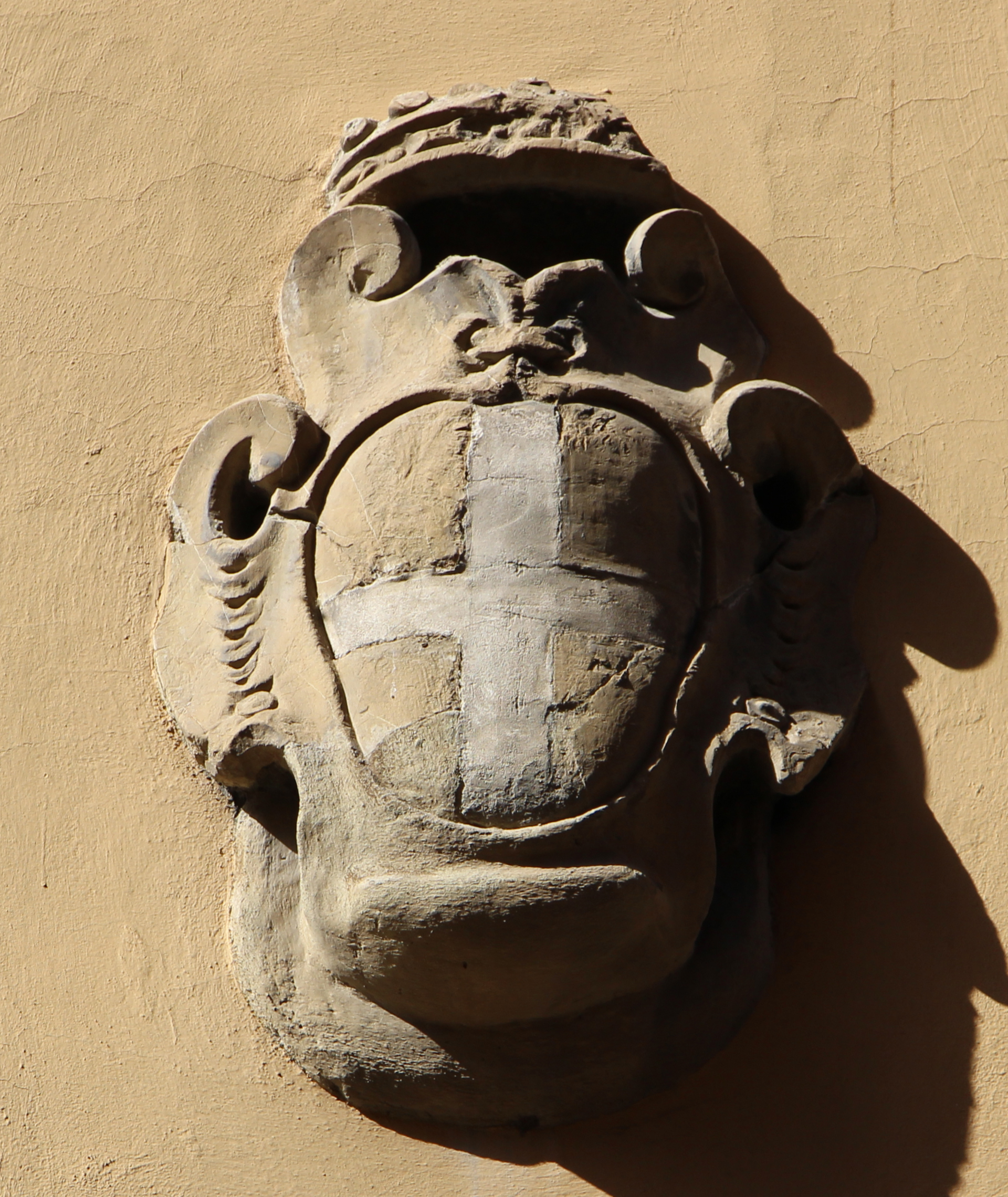
Stemma crociato

Di questo antico e glorioso edificio rimangono oggi ben pochi resti, essendo per lo più frutto, ormai, della ricostruzione post-bellica. Per quanto buona parte della letteratura indichi la porzione che guarda verso il ponte nei suoi piani inferiori come "salvata dalle distruzioni", è più che evidente di come questa sia frutto di una ricostruzione, benché in parte effettuata con materiale antico recuperato in loco. Su questo lato sono anche due scudi con la croce del Popolo fiorentino e, a fianco dell'ingresso al 56r, una pietra con la croce dei Cavalieri di Malta (moderna).
Il nuovo edificio che si sviluppa nell'area e che incorpora le poche reliquie antiche fu realizzato su progetto dell'architetto Nino Jodice (erroneamente attribuito talvolta a Francesco Tiezzi, al quale invece spetta, oltre all'intervento sull'antistante torre dei Rossi Cerchi) e, nella sua semplicità, non si discosta di molto dalla situazione documentata a prima della distruzione, per quanto risulti di dimensioni decisamente più contenute, avendo deciso nella ricostruzione di arretrare il fronte su borgo San Jacopo in modo che la strada si aprisse alla veduta della torre dei Mannelli.
Dal numero civico 2 del Ponte Vecchio si accede sia agli appartamenti sia a una terrazza interna sull'Arno, sulla quale guardano gli accessi secondari dei negozi posti al terreno e con la vetrina su borgo San Jacopo. In questo spazio interno e protetto sono conservati, murati, due frammenti architettonici di pietra scolpita a ulteriore testimonianza dell'antica storia del luogo.

## Bibliografia

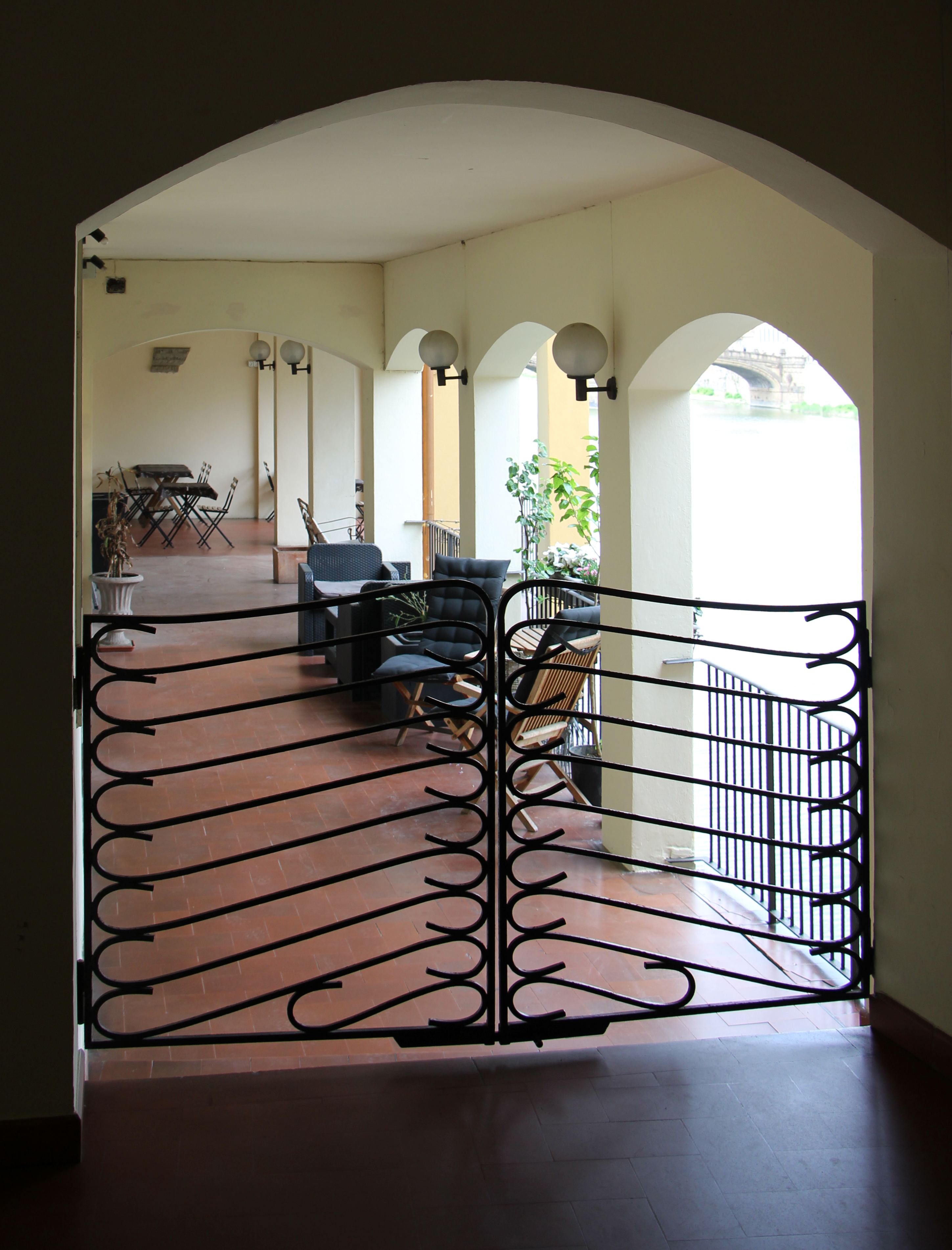
L'accesso alla terrazza sull'Arno

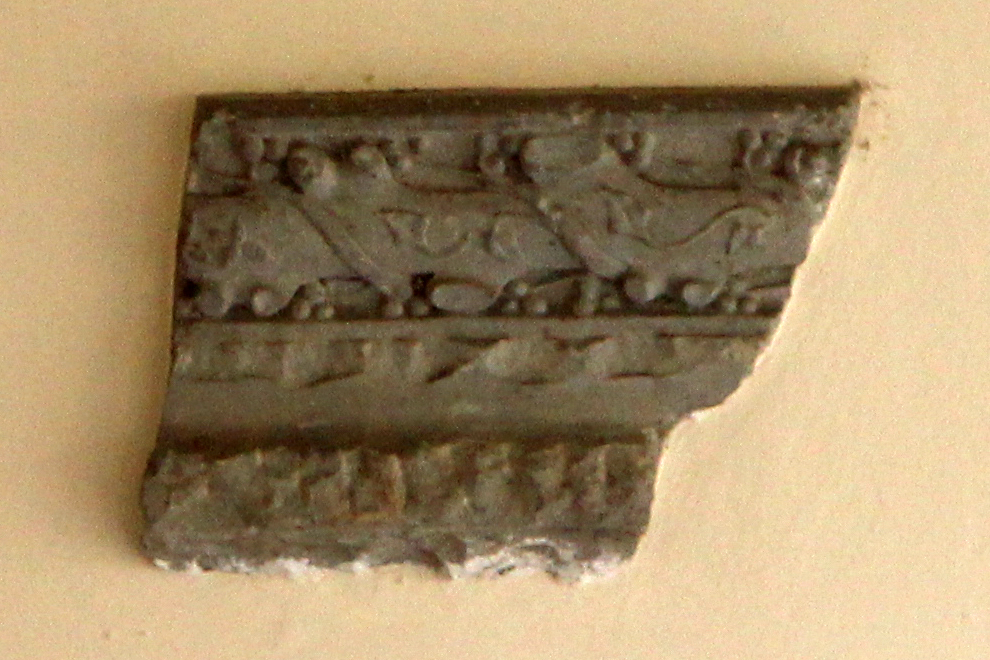
Un frammento di cornice dal palazzo originario